# Teenage Mutant Ninja Turtles (licenserade livsmedelsprodukter)
Teenage Mutant Ninja Turtles hade under åren då deras popularitet kulminerade, under sent 1980-tal och tidigt 1990-tal, flera licenserade livsmedelsprodukter. När åren sedan gick blev vissa av förpackningarna svåråtkomliga, och gjordes till samlarobjekt bland Turtles-fansen.
- Ninja Turtles Cereal: Frukostflingor
- Chef Boyardee TMNT Pasta: Pasta
- Ninja Turtles Cookies: Kakor
- TMNT Cracks: Kex
- Fruit Snacks: Frukt-godis
- Pizza Crunchabungas: Chips i form av pizza
- McCain TMNT Frozen Pizza: Pizza med Turtles-motiv, såd i frysdisken
- Hostess Ninja Turtles Pudding Pies: En av de ovanligaste livsmedelsprodukterna gjordes av Hostess 1990; och hette "Hostess Pudding Pie"
- Royal OOZE Gelatin Desserts: Distributades av Nabisco under "Royal Gelatin", med smakerna orange, jordgubb och lime. Varje paket hade någon av sköldpaddorna från andra långfilmen på omslaget
- Ninja Turtle Ice Bars: Glassar som var gröna med bandana-färgerna. blåbär för Leonardo, apelsin för Michelangelo, druvsmak för  Donatello, och körsbär för Raphael
- Ninja Turtle Juice: såldes i olika färger